# Rolf Vevle Eriksen
Rolf Vevle Eriksen (Bergen, 1º gennaio 1923 – Minneapolis, 7 novembre 2007) è stato un calciatore norvegese, di ruolo difensore.

## Carriera

### Club
Eriksen giocò con la maglia del Brann dal 1950 al 1956, collezionando 92 presenze in campionato.

### Nazionale
Conta una presenza per la Norvegia. Il 10 giugno 1952, infatti, fu schierato in campo nella sfida persa per 1-2 contro la Finlandia.